# UFC 104
UFC 104: Machida vs. Shogun fue un evento de artes marciales mixtas celebrado por Ultimate Fighting Championship e 24 de octubre de 2009 en el Staples Center de Los Ángeles, California.

## Historia
Al igual que en UFC 103, el UFC anunció que una parte de la cartelera preliminar sería retransmitida en vivo y sin comerciales durante una hora de duración en Spike TV.
Chase Gormley, quien estaba programado para enfrentarse a Ben Rothwell, a su vez se enfrentó a Stefan Struve después de que el adversario de Rothwell fuera cambiado a Caín Velásquez. El lesionado Sean Sherk fue reemplazado por Josh Neer contra Gleison Tibau.

## Resultados
1. ↑  Por el Campeonato de Peso Semipesado de UFC.

## Premios extras
Cada peleador recibió un bono de $60,000.
- Pelea de la Noch: Antoni Hardonk vs. Pat Barry
- KO de la Noche: Pat Barry
- Sumisión de la Noche: Stefan Struve